# Jarmarkowszczyzna
Jarmarkowszczyzna – kolonia, część wsi Bronka, położona w Polsce, w województwie podlaskim, w powiecie bielskim, w gminie Brańsk.
Wieś królewska w starostwie brańskim w ziemi bielskiej województwa podlaskiego w 1795 roku. W latach 1975–1998 miejscowość należała administracyjnie do województwa białostockiego.